# Ивана Банфић
Ивана Банфић (Загреб, 16. новембар 1969), позната под сценским именом Ај Би (енгл. I Bee), јесте хрватска денс и поп певачица. Постала је позната деведесетих година 20. века, за време велике популарности денс музике у Хрватској. Рођена је у Загребу, а свој први албум је издала 1991. године.
Такође, учествовала је у веома успешном дуету „Годинама“ са певачем Дином Мерлином 2000. године, песмом која је остварила популарност широм бивше Југославије. Песма је освојила Порин награду за хит 2001. године. Позната је и по учешћу у тв-шоу “Сурвајвор: Доминиканска Република”.

## Албуми
- 1991. – Вози ме полако
- 1994. – Истините приче вол 1.
- 1995. – Мала школа АБЦ[3]
- 1996. – Богови су пали на тјеме
- 1998. – Калипсо
- 1999. – Женско деведесетих
- 2001. – Она зна
- 2004. – Гламур
- 2006. – Вјерујем

## Фестивали
- Дођи (Вече звезда које долазе), 1990.
- Да л' те итко боље знао него ја, 1992.
- Да те могу вратити, награда стручног жирија Златна нота (делила са групом Неки то воле вруће) и најемитованија песма, 1993.
- Све што је стало између нас, 1994.

Југословенски избор за Евросонг:
- Дај, поведи ме, треће место, Сарајево 1991.

Задар:
- Ја имам само тебе, 1993.
- Лав у срцу, 2003.

Хрватски радијски фестивал:
- Имам те, 1999.
- Годинама (дует са Дином Мерлином), победничка песма, 2000.
- Нема везе, злато, 2003.
- Отисак прста, победничка песма, 2004.
- Љубав на први и посљедњи поглед, 2005.
- Ничија жена, 2006.
- И био је ред, 2007.
- Трећа срећа, 2008.

Сплит:
- Зашто одлазиш, 1991.
- Сад, (Вече модерног таласа), 1999.
- Предалеко, 2001.
- Наводно (дует са Харијем Варешановићем), трећа награда публике, 2003.

Мелодије хрватског Јадрана, Сплит:
- Жена зна, 2001.

Сунчане скале, Херцег Нови:
- Сад' је касно, победничка песма, 2001.
- Љубав требам сваки дан, 2004.
- Never know, 2005.
- Као цвијет из камена, 2007.

Бонофест, Вуковар:
- Љубав, то си ти, 2007.

Дора, Опатија:
- Мир, 2008.

Етнофест, Неум:
- Ју те сан се заљубила, 2012.
- Рањена, 2016.
- 300 км на сат (са Маријо Руцнер пројектом), 2017

CMC festival, Водице:
- Изгужвана свила, 2013.
- Признај ми, 2014.

Фестивал грашевине и пјесме, Кутјево:
- Залијепљени (дует са Османом Хаџићем), 2013

Далматинска шансона, Шибеник:
- Све се догодило..., 2024